# Lesotho aux Jeux du Commonwealth
Le Lesotho participe aux Jeux du Commonwealth depuis les Jeux de 1974 à Christchurch, en Nouvelle-Zélande. Le pays a pris part à tous les Jeux depuis cette date, sauf ceux de 1982. Il est l'un des quatre seuls pays africains à ne pas boycotter les Jeux de 1986 à Édimbourg. Jusqu'en 1994 inclus, les athlètes basotho prennent part exclusivement aux épreuves d'athlétisme et de boxe, mais ont depuis participé aussi à des épreuves de cyclisme, d'haltérophilie, de natation, de squash, de tennis, et de tennis de table. Les Basotho ont à ce jour remporté trois médailles, dont une en or : la victoire de Thabiso Moqhali au marathon en 1998.

## Médailles
Médaillés basotho :
| Nom             | Jeux | Médaille           | Discipline | Épreuves        | Résultat                     |
| --------------- | ---- | ------------------ | ---------- | --------------- | ---------------------------- |
| Thabiso Moqhali | 1998 | Médaille d'or      | Athlétisme | Marathon hommes | 2 h 19 min 15 s              |
| Moses Kopo      | 2006 | Médaille d'argent  | Boxe       | 64 kg hommes    | battu par James Russan (ENG) |
| Ezekiel Letuka  | 2002 | Médaille de bronze | Boxe       | 54 kg hommes    |                              |